# Вокзал Вестерланда (Зильт)
Вокзал Вестерланда (Зильт) (нем. Bahnhof Westerland (Sylt), с.-фриз. Treinstasjon Weesterlön/Söl) — центральная железнодорожная станция на острове Зильт, является конечной станцией, расположенной на восточной окраине города Вестерланд общины Зильт. Один из трех вокзалов Северной Фризии, наряду с Хузумом и Нибюллем, относится к категории станций 3.

## История
Железнодорожный вокзал Вестерланда был построен в ходе прокладки маршбана через дамбу Гинденбурга в 1920-х годах. Станция Вестерланд была окончательно открыта, когда данная железнодорожная линия была введена в эксплуатацию в июне 1927 года. Железнодорожное сообщение между континентом и островом стало необходимым во избежание пересечения границы между Германией и Данией. Таким образом, станция Вестерланд стала конечной точкой железнодорожной линии маршбан, которая ранее проходила по территории нынешнего датского города Тондерн, откуда осуществлялось железнодорожное сообщение с Хоюром, а оттуда — паромное сообщение с портом Мункмарш на Зильте.

## Значимость

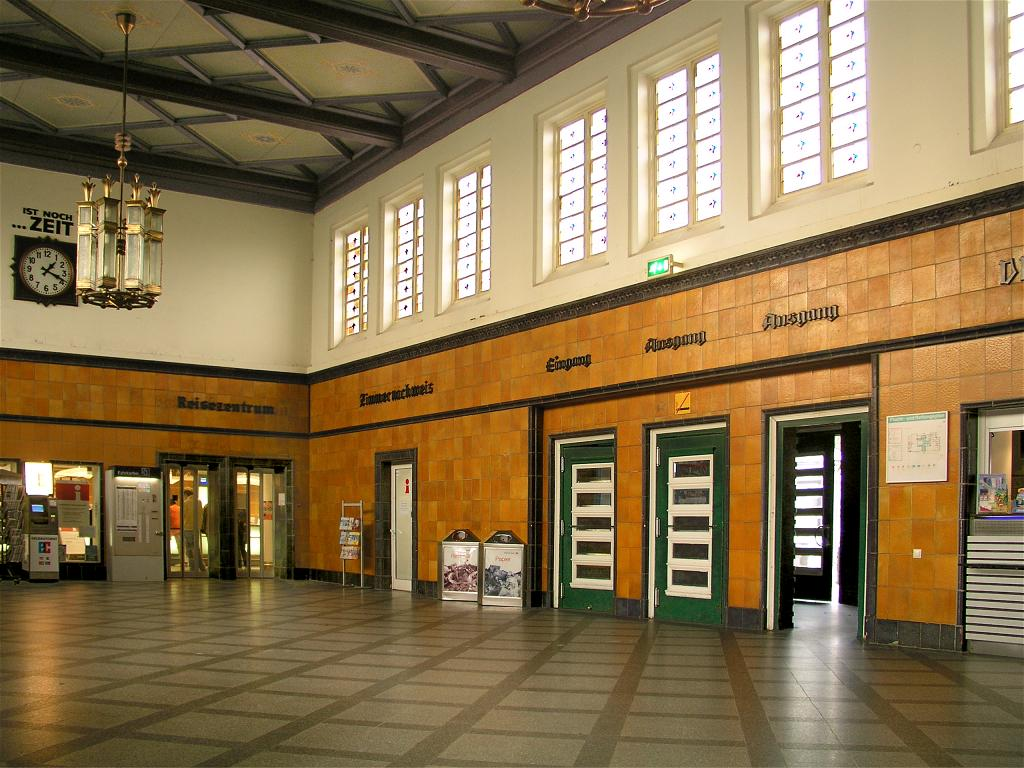
Вокзал внутри

Вокзал Вестерланда является центральным узлом местного общественного транспорта на острове Зильт. Прямо рядом с железнодорожной станцией располагается автостанция, от которой отходят автобусные линии Sylter Verkehrsgesellschaft (SVG), соединяющие весь остров четырьмя маршрутами. Железнодорожные перевозки по острову на север в направлении Веннингштедт-Брадерупа, Кампена и Листа-ауф-Зюльт и на юг в направлении Хёрнума осуществлялись до 1970 года по островной железной дороге через федеральный вокзал Вестерланда.

## Эксплуатация
Пассажирский вокзал имеет четыре пути, которые расположены на двух остановочных платформах. В головном конце находится здание вокзала примерно в западном направлении, в него входит туристический центр Deutsche Bahn.

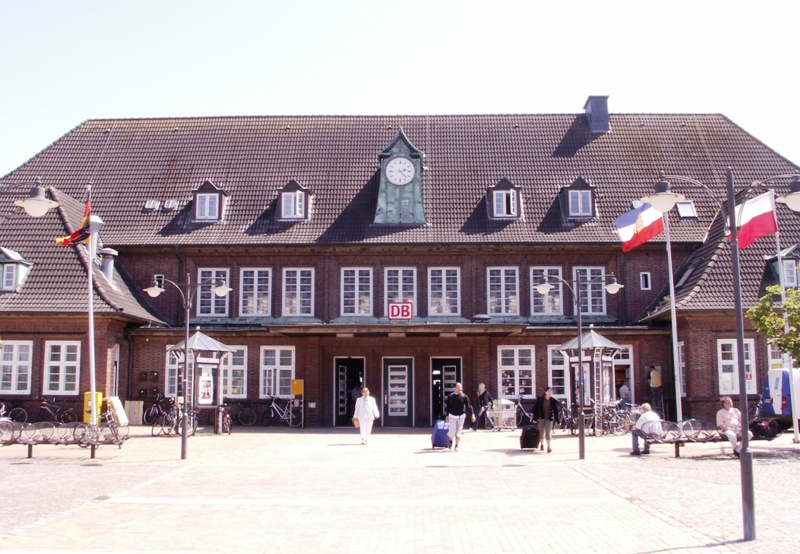
Здание вокзала

Вестерланд — северная оконечность маршбана на пикете 237,6 км. Сегодня к вокзалу в основном ходят поезда DB Regio, которые снова используют этот маршрут после изменения расписания в декабре 2016 года. Кроме того, здесь несколько раз в день останавливаются различные междугородние поезда Deutsche Bahn, которые обеспечивают прямое сообщение с пригородами Рейн-Рур и Рейн-Майн, а также ходят до Берлина и Дрездена.
В летнем расписании 2014 года были также отдельные рейсы Hamburg-Köln-Express между Вестерландом и Кельном.
В ходе программ экономического стимулирования на станции Вестерланд компания DB Station & Service AG приняла различные меры. Суть данных мер заключалась в обновлении внешнего вида, новом оборудовании платформы и обновлении ее поверхности, четкой системе навигации. Требующие модернизации ветрозащитные системы и крыша платформа все еще проходят ремонтные работы.
На юго-востоке станции есть небольшая грузовая станция и небольшое железнодорожное депо с поворотной платформой и заправкой дизельным топливом. Рядом располагается магазин фирмы Lidl. Кроме того, аэропорт Зильта имеет собственную железнодорожную ветку, которая иногда используется для перевозки грузов.
| Линия | Направление | Тактовая частота               |
| ----- | --- | ------------------------------ |
| IC 26 | Вестерланд (Зильт) — Хузум — Гамбург — Ганновер — Кассель-Вильгельмсхёэ — Гисен — Франкфурт-на-Майне — Карлсруэ                                                        | Пара поездов                   |
| IC 27 | Вестерланд (Зильт) — Хузум — Гамбург — Берлин — Дрезден | Пара поездов                   |
| IC 30 | Вестерланд (Зильт) — Хузум — Гамбург Даммтор — Гамбург — Бремен — Мюнстер — Дортмунд — Дюссельдорф — Кельн — Кобленц — Майнц — Мангейм — Гейдельберг — Штутгарт        | Отдельные поезда               |
| RE 6  | Вестерланд (Зильт) — Нибюлль — Хузум — Хайде — Итцехо — Эльмсхорн — Гамбург-Альтона                                                                                    | Почасовая                      |
| RB    | Вестерланд (Зильт) — Нибюлль (- Хузум) | Отдельные поезда               |
| ASN   | Alpen-Sylt-Nachtexpress (Ночной экспресс Альпы-Зильт): Вестерланд (Зильт) — Хузум — Гамбург — Франкфурт-на-Майне — Вюрцбург — Нюрнберг — Аугсбург — Мюнхен — Зальцбург | Две пары поездов каждую неделю |

## АвтопоездSylt-Shuttle

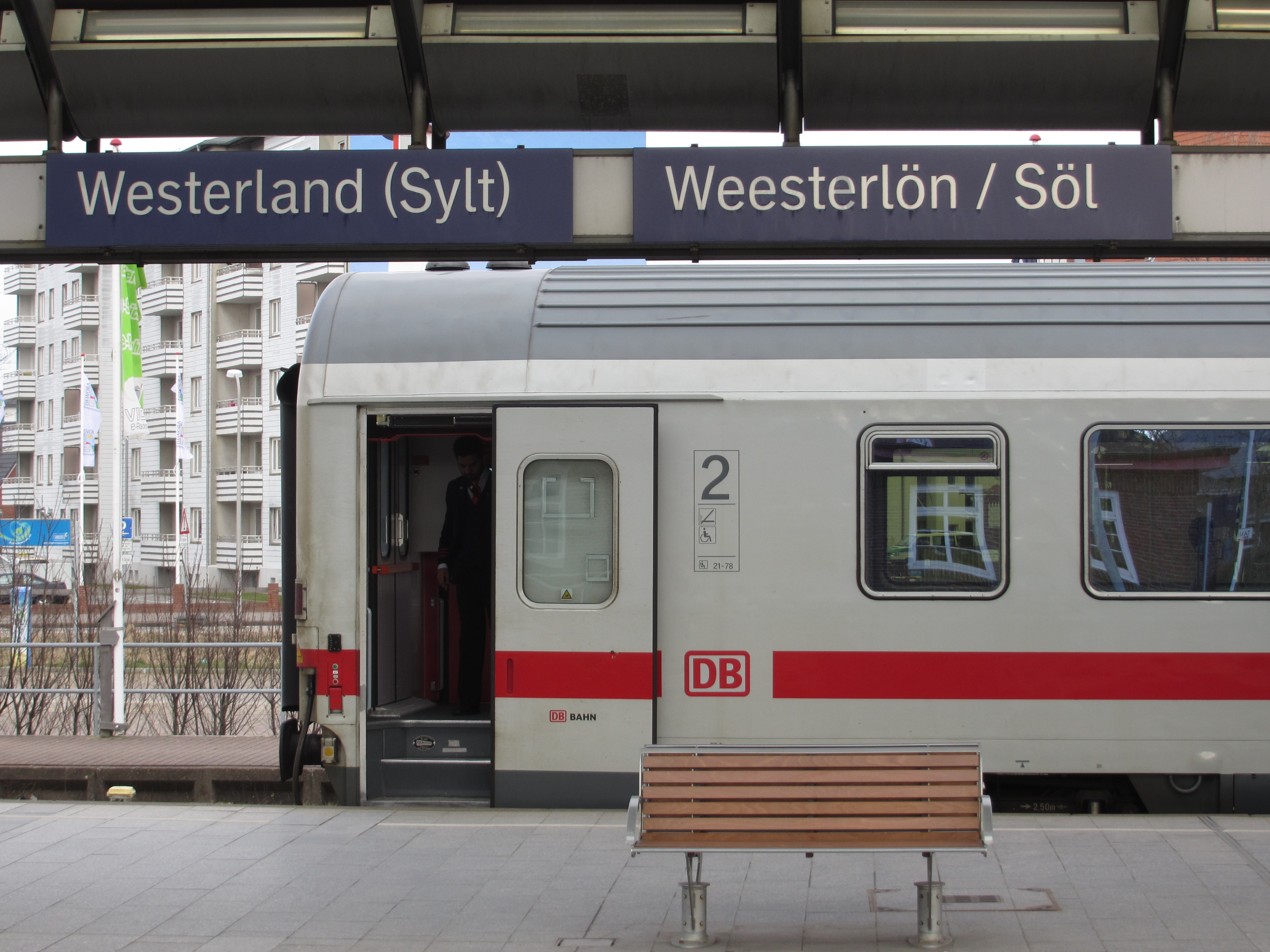
Таблички на немецком и фризском языках, установленные на станции

Станция Вестерланд является конечной точкой железнодорожного сообщения между Нибюллем и Вестерландом, которая обслуживает Sylt-Shuttle и автопоезд RDC. Пути 1-4 пассажирского вокзала с двух сторон примыкают к путям 5 и 7. Эти два пути предназначены для погрузки и разгрузки автомобилей. Приходящие поезда выгружаются в основном на платформе 7 в северной части станции, а загрузка вагонов, отправляющихся с южной стороны станции, происходит на платформе 5. Эти линии эксплуатируются компанией DB Fernverkehr.

## Интересные факты
Станция Вестерланд (Зильт) — самая северная железнодорожная станция в Германии; самая южная — железнодорожная станция Оберстдорф.